# Decibel (KDE)
Decibel será el nuevo framework de comunicaciones en tiempo real de KDE 4. Es decir, el ámbito de Decibel es todo lo que conecta a un usuario con otro usuario y hace posible obtener respuestas instantáneamente.
Decibel pretende integrar los protocolos de comunicaciones de manera que sirva de puente entre las diferentes tecnologías de comunicación de KDE. Gracias a Decibel, los programadores pueden integrar más fácilmente en sus programas funcionalidades relacionadas con la comunicación.
Decibel está basado en el API Telepathy de D-BUS y usa la implementación de esas API llamada Tapioca.